# Щапов Опанас Прокопович
Опана́с Проко́пович Ща́пов (* 5 жовтня (17 жовтня за новим стилем) 1831, село Анга, нині Качузького району Іркутської області Росії — † 27 лютого (10 березня за новим стилем) 1876, Іркутськ) — російський історик, публіцист. Професор (1860).

## Біографія
1856 року закінчив Казанську духовну академію.
1864 року Щапова, запідозреного у зв'язках з Олександром Герценим і Миколою Огарьовим, вислали до Сибіру.

## Праці
Автор праць з історії церковного розколу та старообрядництва, земських соборів. Вивчав історію й етнографію Сибіру.